# NGC 3191
NGC 3191 (również NGC 3192, PGC 30136 lub UGC 5565) – galaktyka spiralna z poprzeczką (SBbc/P), znajdująca się w gwiazdozbiorze Wielkiej Niedźwiedzicy.
Odkrył ją William Herschel 5 lutego 1788 roku, a jego obserwacja została skatalogowana przez Johna Dreyera jako NGC 3192. Niezależnie odkrył ją John Herschel 19 marca 1828 roku, Dreyer skatalogował tę obserwację jako NGC 3191. Przyczyną dwukrotnego skatalogowania tej galaktyki przez Dreyera był błąd w odległości biegunowej wielkości 9 minut popełniony przez Williama Herschela, w wyniku czego mogło się wydawać, że to dwa różne obiekty.
W galaktyce tej zaobserwowano supernową SN 1988B.